# Рахмон Набијев
Рахмон Набијевич Набијев (таџ. Раҳмон Набиевич Набиев; Шајхбурхон, 5. октобар 1930 — Кучанд, 11. април 1993) био је секретар Комунистичке партије Таџикистана (1982—1985) и први председник независног Таџикистана од 1991. до 1992. године.

## Биографија
Рођен је 1930. године у Согдијанској области, Таџичка ССР. Од 1946. је радио у колхозу, а 1949. уписао Ташкентски институт наводњавања и механизације пољопривреде. Између 1954. и 1959. био је инжењер и директор неколико техничких станица локалних рејона, начелник Главне управе министарства пољпривреде Таџичке ССР и остало.
Од 1961. се укључио у партијски рад и био заменик водитеља одељења Централног комитета КП Таџикистана. Од 1971. до 1973. био је министар пољопривреде Таџичке ССР, а од 1973. до 1982. председник Већа министара Таџичке ССР. Године 1982, постао је први секретар КП Таџикистана, али је уклоњен с те функције 1985. након корупцијског скандала.
Прилику за повратак на власт искористио је 1991. године и био изабран за првог председника независног Таџикистана. Неправилности и контроверзе око његовог избора покренуле су протесте опозиције широм земље, који су 1992. године прерасли у грађански рат. Након ескалације сукоба, милиција је извршила су пуч у септембру 1992. године, Набијев је дао оставку и повукао се у свој родни крај, где је умро наредне године. Узроци његове смрти нису разјашњени. Службено је умро од срчаног удара, али постоје гласине да је починио самоубиство или да га је неко убио.